# Bosone (fisica)
In fisica un bosone, in onore del fisico indiano Satyendranath Bose, è una particella subatomica che obbedisce alla statistica di Bose-Einstein e ha quindi spin intero, secondo il teorema spin-statistica.
Bosoni e fermioni sono le due famiglie fondamentali in cui si dividono le particelle. Al contrario dei fermioni, i bosoni non obbediscono al principio di esclusione di Pauli (secondo cui non più di una particella può occupare un singolo stato quantico), ma sono liberi d'affollare un singolo stato in gran numero; la luce laser ne è un caso specifico relativo ai fotoni.
Tutte le particelle elementari mediatrici delle forze fondamentali sono bosoni (bosoni di gauge). Tutte le particelle composte che contengono un numero pari di fermioni sono bosoni.

## Proprietà

### Simmetria
La proprietà di obbedire o meno al principio di esclusione di Pauli si traduce matematicamente nel fatto che i bosoni seguono la statistica di Bose-Einstein mentre i fermioni la statistica di Fermi-Dirac. La conseguenza è che le proprietà di simmetria sotto lo scambio di due particelle presentate da bosoni e da fermioni sono diverse: un sistema composto di particelle identiche della classe bosonica si trova sempre in uno stato globale completamente simmetrico sotto lo scambio di due particelle. Al contrario un sistema composto di fermioni identici si trova sempre in uno stato anti-simmetrico sotto lo scambio di due fermioni.

### Spin
Il teorema spin-statistica dimostra un legame tra lo spin delle particelle e la statistica alla quale esse obbediscono, enunciando che particelle a spin intero sono necessariamente bosoni, mentre quelle a spin semintero sono necessariamente fermioni. I bosoni con spin zero sono bosoni scalari e quelli con spin 1 sono bosoni vettori. Al 2021 sono stati osservati solo bosoni scalari e bosoni vettori.

## I bosoni nella fisica delle particelle

Le particelle elementari del Modello standard: i bosoni occupano l'ultima colonna

In fisica delle particelle i bosoni si distinguono in bosoni di gauge, particelle elementari mediatrici di forza, e in mesoni, che sono particelle instabili composte da una coppia di un quark e un antiquark. Particelle composte da un numero più elevato di particelle elementari (come protoni e neutroni) e i nuclei atomici possono comportarsi come bosoni o fermioni in funzione del loro spin totale, ovvero del numero rispettivamente pari o dispari di fermioni elementari costituenti.
Le quattro interazioni fondamentali della natura sono mediate da bosoni di gauge, ovvero l'effetto della forza viene spiegato come lo scambio di bosoni mediatori fra due corpi:
- l'elettromagnetismo è mediato dai fotoni, bosoni di spin pari a 1 senza carica né massa;
- l'interazione debole è mediata dai bosoni W e Z, di spin pari a 1, la cui carica è unitaria per i W (+1 o −1) mentre gli Z sono privi di carica. I W possiedono massa a riposo di 81 GeV mentre il bosone Z ha una massa a riposo di 93 GeV.
- l'interazione forte è mediata dai gluoni, bosoni di spin pari a 1 senza carica elettrica né massa;
- la gravità è mediata, secondo alcune teorie, dai gravitoni, bosoni di spin pari a 2 con carica e massa nulle; la loro esistenza è però solo ipotetica e non è ancora stata dimostrata.

Queste particelle sono i quanti delle interazioni fondamentali, identificandosi con l'interazione stessa, che avviene dunque per quantità discrete. Mentre la radiazione elettromagnetica, l'interazione rappresentata dai fotoni, è esperienza quotidiana per chiunque, l'osservazione dei bosoni W e Z (prodotti negli acceleratori di particelle ad esempio) è possibile tramite la ricostruzione della loro massa invariante (costante per ogni velocità {\displaystyle v<c}, dove {\displaystyle c} è la velocità della luce, e numericamente coincidente con la massa a riposo {\displaystyle m_{0}}). Evidenze ancora più indirette si hanno dell'esistenza dei gluoni, mentre il gravitone è tuttora una particella ipotetica. L'interazione gravitazionale infatti non è ancora stata "quantizzata" ed esistenza e natura del relativo quanto, il gravitone appunto, sono ancora oggetto di studio.

## I bosoni nella fisica della materia
Esempi di bosoni in fisica della materia sono gli atomi di elio liquido, le coppie di Cooper, i fononi e gli eccitoni.
La caratteristica dei bosoni prevista dalla statistica di Bose-Einstein, di potersi trovare numerosi in uno stesso stato quantistico conduce alla manifestazione di fenomeni eclatanti come la condensazione di Bose-Einstein. Un condensato di Bose-Einstein è un particolare stato della materia in cui tutte le particelle sono confinate nel medesimo stato quantistico. Questa proprietà si manifesta nella materia con alcuni fenomeni come la superfluidità dell'isotopo 4 dell'elio e la perfetta conduttività dei superconduttori.